# غينيا بيساو في الألعاب الأولمبية
غينيا بيساو في الألعاب الأولمبية تقوم اللجنة الأولمبية لغينيا بيساو بالإشراف في شؤون مشاركة غينيا بيساو في الألعاب الأولمبية، شاركت غينيا بيساو أول مرة في الألعاب الأولمبية في دورة 1996 في أتالانتا في الولايات المتحدة، لم تفز غينيا بيساو حتى الآن بأي ميدالية أولمبية.